# Крістін Прінсло
Крістін Прінсло (3 травня 1952) — зімбабвійська хокеїстка на траві.
Олімпійська чемпіонка 1980 року.